# Puerto Rico Pythons 2023
Questa voce raccoglie le informazioni riguardanti i Puerto Rico Pythons nelle competizioni ufficiali della stagione 2023.

## Stagione
I Puerto Rico Pythons partecipano al loro primo campionato NVA. Si piazzano al quarto posto in National Conference, qualificandosi ai play-off scudetto, dove vengono eliminati ai quarti di finale dai Texas Tyrants.

## Organigramma societario
Area direttiva
- Presidente: ?

Area tecnica
- Allenatore: David Chaparro

## Rosa
| N° | Nome              | Ruolo | Data di nascita   | Nazionalità sportiva |
| -- | ----------------- | ----- | ----------------- | -------------------- |
| 1  | Rafael Cruz       | S     | 7 novembre 1997   | Porto Rico           |
| 1  | Darryel Maldonado | L     | 27 settembre 1999 | Porto Rico           |
| 2  | José Pacheco      | L     | 20 marzo 1997     | Porto Rico           |
| 3  | Giovanni Llinas   | S     | 22 ottobre 1994   | Porto Rico           |
| 4  | Roberto Pérez     | S     | 28 aprile 1995    | Porto Rico           |
| 4  | Luis Ruiz         | P     | 17 maggio 1993    | Porto Rico           |
| 5  | Luis Vega         | S     | 19 giugno 1994    | Porto Rico           |
| 6  | Carlos González   | P     | 25 aprile 1995    | Porto Rico           |
| 7  | Steven Morales    | C     | 7 aprile 1992     | Porto Rico           |
| 8  | Orlando Santiago  | S     | 3 giugno 1996     | Porto Rico           |
| 9  | Amaury Miranda    | P     | 19 giugno 1996    | Porto Rico           |
| 10 | Iván Fernández    | C     | 27 ottobre 1997   | Porto Rico           |
| 11 | Jovanny Torres    | S     | 8 giugno 1999     | Porto Rico           |
| 12 | Rafael Burgos     | C     | 15 febbraio 1995  | Porto Rico           |
| 13 | Gianvictor Pérez  | S     | 17 dicembre 1999  | Porto Rico           |
| 14 | Jair Santiago     | O     | 24 agosto 1995    | Porto Rico           |
| 15 | Joseph Cuevas     | O     | 9 maggio 1990     | Porto Rico           |
| 17 | Ismael Alomar     | C     | 28 giugno 1996    | Porto Rico           |
| 18 | Ricardo Massanet  | L     | 11 gennaio 1998   | Porto Rico           |
| 20 | Óscar Fiorentino  | P     | 5 febbraio 1997   | Porto Rico           |
| 21 | Arnaldo Torres    | S     | 14 aprile 1999    | Porto Rico           |
| 23 | Julio Mercedes    | C     | 19 aprile 1997    | Porto Rico           |
| 26 | Antonio Anguizola | S     | 28 agosto 2000    | Panama               |

## Statistiche

### Statistiche di squadra
| Competizione | Punti | In casa | In casa | In casa | In trasferta | In trasferta | In trasferta | Totale | Totale | Totale |
| Competizione | Punti | G       | V       | P       | G            | V            | P            | G      | V      | P      |
| ------------ | ----- | ------- | ------- | ------- | ------------ | ------------ | ------------ | ------ | ------ | ------ |
| NVA          | 13    | -       | -       | -       | -            | -            | -            | 11     | 4      | 7      |
| Totale       | -     | -       | -       | -       | -            | -            | -            | 11     | 4      | 7      |

G = partite giocate; V = partite vinte; P = partite perse

### Statistiche dei giocatori
Dati non disponibili.